# Fieger (Adelsgeschlecht)

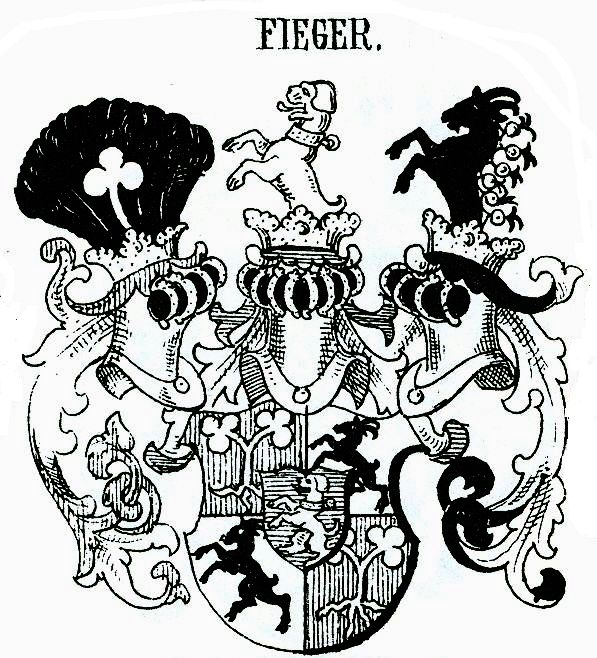
Wappen der Fieger nach Johann Siebmachers Wappenbuch

Die Fieger (auch Füger, Fueger, Füeger,  Fieger von Hirschberg,  Fieger von Hirschenberg,  Fieger von Hirschperg,  Fieger von Friedberg geschrieben) sind ein Tiroler Adelsgeschlecht, das ursprünglich aus der Gemeinde Fügen im Zillertal stammt, später aber auch in Oberösterreich und in Salzburg begütert waren. Zu Beginn des 19. Jahrhunderts starben die verschiedenen Linien dieser Familie aus.

## Geschichte
Die Fieger sind in Hall in Tirol als Gewerken reich und einflussreich geworden. Ihre Besitzungen stammten zum Teil aus nicht mehr zurückgestellten Lehen des Hochstiftes Brixen.
Als Gewerken besaßen die Fieger Anteile an den Silbergruben in Schwaz und betrieben diese auf eigene Gefahr und eigenes Risiko. Sie arbeiteten nicht selbst als Bergmänner, sondern kauften das von den Lehenschaften (Lehenhauer) geförderte Erz und verschmolzen es. Weiter beschäftigten sie auch selbst Bergleute (Herrenhauer) und stellten das Geld für Hoffnungsbaue zur Verfügung.
Unter den Gewerken fanden sich Bürger, Handwerker, Kaufleute und fallweise auch Adelige. Gewerken aus ausländischen Handelsfamilien, die sich aber selten in Schwaz aufhielten, richteten Faktoren ein, die sie vor Ort vertraten. Dabei führten die Faktoren durch ihre Bergbaukenntnisse ihre Bergbaufirmen zu großem Erfolg. Da die reichen und erfolgreichen Gewerken die kleineren aufkauften, verringerte sich die Anzahl der Gewerken stetig. Am Höhepunkt des Schwazer Silbersegens waren 1523 nur noch acht Gewerkenfamilien tätig, und zwar die Baumgartner, Dreyling, Fieger, Fugger, Katzbeck, Manlich, Stöckl und Tänzl.
1490 erfolgte eine Teilung der Familie in die zwei große Linien Friedberg und Hirschberg:
(1) Hans Fieger von Friedberg (bei Volders), erloschen am 2. Juli 1802 mit Johann Valerian Graf Fieger von Friedberg.
(2) Nikolaus Fieger von Hirschberg bei Wenns, erloschen am 4. Nov 1849 mit Franz Anton Graf Fieger von Hirschberg.
Hans Fieger von Hirschberg, Bürger zu Hall und Bergwerksgewerke in Schwaz, ließ 1490 die Fiegerkapelle (eine Kapelle in der Pfarrkirche zum St. Nikolaus) als Grablege für seine Familie errichten. Am Bogen des Eingangstores sind drei reich bewegte Figuren (Christus, Maria, St. Nikolaus) mit Grabschriften der wohltätigen Grundherrn- und Gewerkenfamilie Fieger von 1494 angebracht. 1507 stifteten Sigmund Fieger und seine Brüder den Baugrund für das Franziskanerkloster in Schwaz.
1511 wurden Sigmund Fieger und seine Brüder wegen ihrer Verdienste geadelt; sie waren u. a. Geldgeber des Landesfürsten.1642 werden die Fieger in den Freiherrenstand erhoben. Am 1. Juli 1694 wird Ferdinand Freiherr Fieger von Hirschberg (Tiroler Line, † 1710) Reichsgraf. 1699 wurden die Fieger von Hirschberg gleichzeitig mit ihren Vettern, den Fieger von Friedberg, von Kaiser Leopold in den Grafenstand erhoben.
Georg Fieger der Jüngere (* 26. Oktober 1528) war 1555–1561 42. Verwalter des Salzmaieramtes und 1561–1579 wirklicher Salzmaier. Sein Titel lautete: Gubernator Saunarum. Er war auch Pfleger in Imst und Thaur und kaiserlicher, erzherzoglicher und Hofkammerrat. Er denunzierte den Stadtrichter Veit Hilleprandt, den Bürgermeister Hans Steiner und den Ratsherrn Wilhelm Dengg im Jahre 1580 bei Erzherzog Ferdinand wegen angeblicher Ketzerei. Er verfasste 1594 ein bei Johann Baur in Innsbruck verlegtes Gebetbuch unter dem Titel Geistliche Rüstkammer, hat 50 Kinder und Enkel und ließ alle Söhne in Ingolstadt und Italien erziehen. 1. ⚭ Elisabeth Weitmoser-Winkl. 2. ⚭ seine bürgerliche Haushälterin Katharina Pichler, weshalb er beim Erzherzog Ferdinand in Ungnade fiel, der aber selbst mit der Bürgerstochter Philippine Welser verheiratet war. Fieger antwortete, er habe „der Katerl die Ehe versprochen; seine Treue könne niemand erschüttern. Übrigens sei ja bekannt, dass auch vornehme Leute ungleiche Ehen eingehen.“
1560 kamen die Herrn von Fieger durch den Rückgang des Bergsegens finanziell in Bedrängnis. Sie zogen sich nach schweren Verlusten aus dem Bergbau zurück und mussten diesen Ausländern überlassen. "Die ehemaligen inländischen Gewerken", so klagt die (Hof-)Kammer im Jahre 1564, "waren in Ehren zu halten, aber die jetzigen Fremden sehen nur auf eigenen Gewinn ... und so werden auch die Gesellen den Berg verlassen, da man ihnen das Gewinst so entzieht, dass sie nicht mehr bestehen können".
Georg Ludwig Fieger von Hirschberg (* 1569; † 30. Oktober 1642) ist 44. Salzmaier, 1602 oberösterreichischer Regimentsrat, 1612 visitierte er im Auftrag des Kaisers die Verwaltung der Vorlande. 1617 geriet er mit dem erzherzoglichen Barchentfabrikanten Christof von Lustrier-Liebenstein, der zahlreiche Neuerungen bei der Salzgewinnung einführen wollte, in einen Konflikt, ging daraus aber als Sieger hervor. Er erhielt eine erzherzogliche Anerkennung und wurde noch durch eine staatliche Anerkennung ausgezeichnet, letztlich erhielt er die Leitung des gesamten Salzhandels. Am 7. Juli 1605 wurde er durch die neue Zuzugsordnung Landrat, später Regiments-Vizepräsident. Seine Eltern waren Karl von Fieger und Anna Maria von Taxis. Er heiratete am 11. November 1608 Susanna von Andrian-Werburg († 12. Juli 1655). 1639 wurde Fieger vom Salzmaier-Amte suspendiert, weil man ihn der „Sittenlosigkeit und liderlichen Amtsgebahrung“ beschuldigte; der Prozess zog sich zwei Jahre hin, wurde dann Anfang 1642 von der Erzherzogin Claudia, als Landesfürstin, „aus gewissen bewegenden Ursachen“ eingestellt. Fieger war auch landschaftlicher Abgeordneter, Gerichtsherr von Hörtenberg und starb am 30. Oktober 1642 in Hall, wo ein weißes Marmorgrabmal an der Pfarrkirche seine Begräbnisstätte bezeichnet.
1746 erhielt Graf Johann Josef von Fieger, Freiherr zu Friedberg, die Landmannschaft im Erzstift Salzburg.

## Besitztümer
Der Ansitz Melans kam von Herzog Sigismund dem Münzreichen pfandweise um 1455 an die Haller Familie Fieger. 1535 ging der Ansitz in das Eigentum der Zott von Perneg über.
Der Madleinhof, in der Gemeinde Thaur gelegen, war 1493 im Besitz der Familie Fieger von Melans, bevor er vor 1605 an die Haller Jesuiten als Sommersitz verkauft wurde.
1491 belehnte der spätere Kaiser Maximilian I. Hans Fieger mit Friedberg, das damals in einem schlechten Zustand war. Die Fieger sanierten und erweiterten die Burg, errichteten eine Bastei und legten Gärten an. Um 1500 wurde der Bergfried um 30 Meter erhöht und mit vier Erkern versehen. Nach dem Aussterben der Fieger 1802 kauften die Grafen Trapp 1845 die Burganlage.
1502 wurde die Burg Kronburg vom späteren Kaiser Maximilian I. an seinen Rat Hanns Fieger den Älteren zu Schwaz († 1515) verkauft. 1504 wird ein Lehensbrief für die Brüder Hans, Christoph und Sigmund ausgestellt. Sigmund Fieger war erfolgreicher Unternehmer des Silberbergwerks in Schwaz. Sigmund Fieger besitzt die Schlösser Kronburg und Matzen, er ist ein bekannter Metallurge, ein Schmelzfachmann mit eigenem Laboratorium. Sein Probiergaden (das Laboratorium für Schmelzverfahren im Orglerhaus neben dem Bezirksgericht Schwaz in der Ludwig-Penz-Straße) wird auch von den Fuggern genutzt. Sein gleichnamiger Sohn war halbblind und gelähmt. Dieser plante, Schloss Kronburg und Matzen zu verkaufen, was aber nicht zustande kam. Mit diesem Sigmund starb die Linie der Fieger-Kronburg aus.  Die Kronburg wurde dann nicht mehr bewohnt, aber über der Gastwirtschaft war noch zu lesen: 1779 Johann Sigmund Peregrin Graf von Fieger und Freiherr zu Friedberg, Cronburg, Korb Naturns, k.k. Obristbland Jägermeister. Mit dem Tod von Graf Johann Nepomuk Valerian Fieger von Friedberg († 1802) fiel die Kronburg dem Aerar heim.
1504 übernahm Hanns Fieger von Lemans und Friedberg vom späteren Kaiser Maximilian I. Burg und Herrschaft Taufers für 27.000 fl. als Pfand, das er bis zu seinem Tod 1515 innehatte. Nach dem Bau von Neumelans am Südrand des Dorfes 1582 wurde das Gericht dorthin verlegt, die Fieger führten aber die Verwaltung nicht selbst, sondern bestellten Pfleger. Die Herrschaft ging dann auf Friedrich Fieger und später auf dessen Witwe Beatrix, geborene von Weiler, über, und anschließend auf den gemeinsamen Sohn Hannes († 1602).
1553 wurden die Fieger mit dem Brixener Lehen Burg Hirschberg belehnt und nannten sich fortan Fieger von Hirschberg. Ein zweiter Turm zu Wenns war seit 1493 Fiegerisch; dieser war von Magdalena Kripp, Tochter des Turminhabers Hans von Kripp, in die Ehe mit Sebastian Fieger eingebracht worden. Dieses Anwesen blieb bis zum Aussterben der Fieger 1807 im Besitz dieser Familie. Noch 1752 stellte ein Fiegerscher Amtmann ein Archivverzeichnis der im Turm zu Hirschberg befindlichen Archivalien auf. 1817 ging Hirschberg auf dem Kaufweg an Josef Ritter von Woertz und 1834 an Bauersleute.
Auf Schloss Rofenstein war Georg Fieger von Hirschberg 1579 Pfandinhaber. Nach einer Übernahme durch die Schurf kam Rofenstein 1589 nochmals an den Georg Fieger. Erst 1614 wurde das Pfand von Franz Karl von Grünberg abgelöst.
Die Burg Rettenberg war ab 1649 im Besitz der Grafen Fieger von Friedberg. Im 18. Jahrhundert verfiel die Burg Rettenberg zusehends und der Gerichtssitz wurde nach Volders verlegt. 1791 erwarben die Gräfinnen Juliane und Justiane Fieger die Herrschaft als freies Eigen. 1798 wurde es an den Kolsasser Pfarrer Georg Ruf verkauft.
Das Schloss Fügen wurde 1651 von Graf Ferdinand Fieger von Friedberg erworben, ein Schwager des letzten Schlossbesitzers Schneeweiß. Zwischen 1695 und 1702 ließen die Fieger das Schloss in ein Barockschloss umgestalten und gaben dem Gebäude seine heutige Form. Im Jahre 1802 erwarb Nikolaus Graf Dönhoff nach dem Aussterben der Fieger diesen Besitz.
Das Schloss Sigmundslust in Vomp kam 1692 an die Grafen Fieger von Hirschberg, die sich nach dem Ansitz von Sigmundslust nannten. In den Tiroler Freiheitskriegen von 1809 brandschatzten die französisch-bayrischen Truppen das Schloss Sigmundslust.
Der 1620 von Hieronymus Ritter von Stauber erbaute Ansitz Mitterhart kam durch Maria Regina Imhoff an die Grafen Fieger von Hirschberg, diese gaben dem Ansitz seine heutige Gestalt.
Das Schloss Korb im Ortsteil Missian von Eppan (bei Bozen) war bis 1637 ein Lehen der Fieger.
1633 kommen die Fieger pfandweise in den Besitz von Burg Hörtenberg. Im Pfandvertrag wird darauf hingewiesen, dass Hörtenberg für den Landesfürsten offen gehalten und baulich immer in Stand gesetzt werden muss. Erster Pfandinhaber war Georg Ludwig, dann Hans, Franz und Karl, die 1646 eine Prolongierung ihres Vertrages bekommen. 1653 ist wieder ein Karl Fieger genannt. 1691 wird Ferdinand Karl Fieger, Sohn des Kaspar Ludwig Fieger, als Mitinhaber genannt, als weiterer Mitinhaber ist 1692 Johann Anton Fieger genannt, dessen Anteil geht 1692 an seinen Sohn Ferdinand über. 1720 ist als alleiniger Pfandinhaber Johann Graf Fieger erwähnt; auf diesen folgt Johann Paul (1741) und dann Josef Karl. Dessen Tochter Anna († 1805) war die letzte Fieger auf Hörtenberg.
Die Burg Thaur wurde 1649 als Pfand dem Carl und Johann Franz Fieger zu Hirschberg verpfändet. 1696 wurde es von der Finanzkammer zurückgelöst und als Kammergut eingezogen.
Die Burg Berneck kam 1667 in die Hände der Fieger von Hirschberg. Erster war hier Carl, dann folgen 1670 bzw. 1688 seine Kinder. 1699 wird Berneck an Franz Christoph Freiherr von Rassler verkauft.
Um 1590 begannen die schwierigen Unterhandlungen zwischen Erzherzog Maximilian von Österreich und Herzog Maximilian I. von Bayern zur Errichtung eines tirolerischen Eisenhammers an der Kiefer im bayerischen Kiefersfelden; Hintergrund war, dass die Hüttenwerke in Kundl und Brixlegg nicht mehr auf genügend Holz zur Eisenverhüttung zurückgreifen konnten. 1611 wurde die Errichtung einer Kohlstatt genehmigt und die Kohle wurde zuerst an das Silber- und Kupferbergwerk in Kundl und dann an das Hammerwerk zu Glemm geliefert. 1669 hat Hanns Carl Fieger das Hüttenwerk im Zillertal übernommen und betrieb nun die Errichtung eines neuen Eisenwerkes an der Kiefer. Er erhielt das Recht, das gewonnene Eisen mit dem Wappen der Keutschacher (eine Rübe) und seinem eigenen (ein Kleeblatt) als Hammerzeichen zu kennzeichnen. 1695 begannen die Grafen Fieger mit der Errichtung eines Eisenwerks, es dauerte aber bis 1698, bis dass ein Schmelzofen und ein Eisenhammer errichtet waren. In dem Werk wurden an die 200 Tiroler beschäftigt, hinzu kamen noch die Frauen und Kinder. Allerdings wurde bereits am 21. Juni 1703 das Werk von kaiserlichen Truppen im Zuge des Spanischen Erbfolgekriegs in Brand gesteckt und völlig ruiniert. Ab 1705 ordnete Graf Fieger den Wiederaufbau des Werkes an, aber es dauerte weitere fünf Jahre, bis die Produktion wieder aufgenommen werden konnte. 1776 wurde das Eisenwerk verstaatlicht und der Hofkammer unterstellt. Nach mehreren Besitzerwechseln stellte das Eisenwerk an der Kiefer seinen Betrieb um 1880 ein.
In Oberösterreich besaß die Adelsfamilie Fieger von Hirschberg von 1636 bis 1760 das Schloss Bergheim. Das Schloss war als Heiratsgut der Christine Kammerer 1635 an Karl Fieger von Hirschberggekommen. Unter den Grafen Fieger wurde Bergheim zu einem Landschloss umgebaut. Durch die Heirat der Gräfin Maria Anna Fieger mit Graf Reichart Salburg 1787 ging Bergheim an diese Familie über.
Schloss Innersee in der Gemeinde Rottenbach wurde 1635 von den Fiegern erworben und nach einem Brand wieder hergestellt. 1679 kam der Besitz als Heiratsgut an die Willinger.
Schloss Rufling bei Leonding kam 1755 an Graf Philipp Fieger, ging aber bereits 1764 an Maria Theresia Freiin von Pilati über.
Schloss Ottsdorf bei der Gemeinde Thalheim bei Wels ging 1764 zusammen mit Schloss Dietach an die Grafen Fieger von Hirschberg über, kam aber bald danach an Gottfried Graf Clam.
Schloss Tollet in der gleichnamigen Gemeinde kam ebenfalls an den Grafen Fieger von Hirschberg, der es 1754 an Josef Freiherr von Peckenzell weiterveräußerte.
Der Edelsitz Eiserne Hand in Linz kam 1700 an den Tiroler Grafen Johann Carl Fieger von Hirschberg. Seit dieser Zeit hat sich für die Eiserne Hand die Bezeichnung „Sitz“ eingebürgert. Franz Anton Ungnad von Weißenwolff hatte Fiegers Güter zurück erworben und den „Sütz Zur Eysern Hanndt“ an Georg Adam Krauß 1708 weiterverkauft.

## Wappen

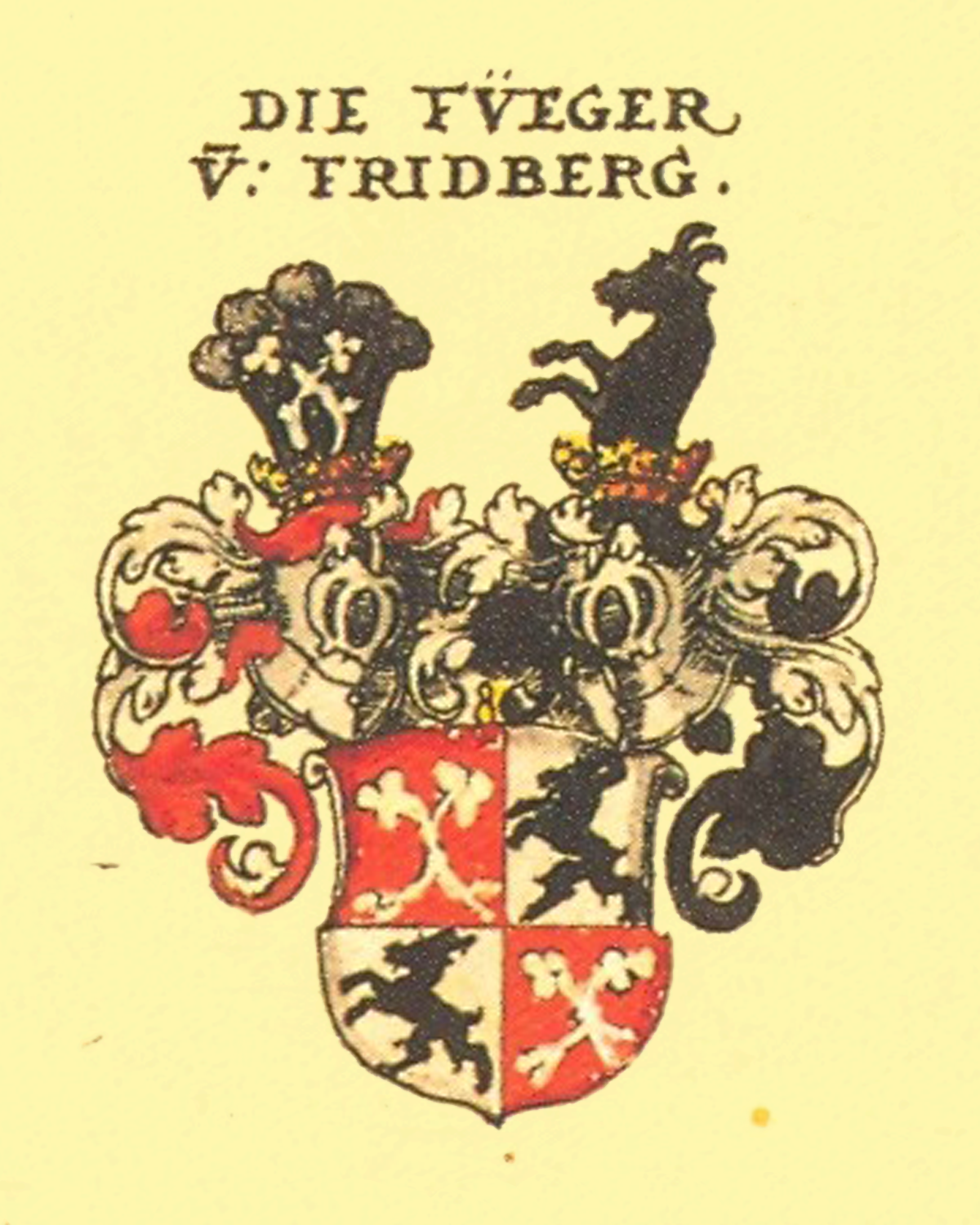
Wappen der Fieger von Friedberg

Das Stammwappen ist eine auf Rot aufrecht stehende schwarze Gams und Kleeblätter.
Variation: Geviert mit Herzschild, darin in Blau ein silberner Bracke mit goldenem Halsbande (Amt des Erblandesjägermeisters in Tirol). In den Feldern 1 und 4 in Rot ein silberner ausgerissener Kleestängel mit zwei Blättern (Stammwappen); 2 und 3 in Silber eine schwarze Gams.
Auf dem ersten gekrönte Helm mit rot-silbernen Decken ein Busch von schwarzen Straußenfedern, davor ein silbernes Kleeblatt. Der zweite gekrönte Helm mit blau-silbernen Decken wachsend der silberne Bracke mit goldenem Halsband. Der dritte gekrönte Helm mit schwarz-silbern Decken die schwarze Gams wachsend, am kammförmigen Rücken mit silbernen drei Kleeblättern Kugeln belegt, die mit schwarzen Federn bedeckt sind.
Wappen von 1460: Die schwarze mit Gold bewehrte Gams kommt von dem Wappen der Cammerer zu Tawr, welches nach dem Erlöschen am 5. Juni 1472 mit dem Fieger'schen Schilde vereinigt wurde.
Freiherrliches Wappen von 1642 und 1734: Geviert. 1 und 4 Stammwappen der Fieger. 2 und 3 in Silber die schwarze Gams. Zwei gekrönte Helme: 1. mit rot-silbernen Decken das Stammkleinod. 2. mit schwarz-silbernen Decken eine wachsende Gams mit silbernem Kamm, dessen fünf Zacken mit Hahnenfedern besteckt sind.
Das gräfliche Wappen 1694 und 1736:  Der freiherrliche Schild als Rückschild mit blauem Herzschild, darin ein silberner Bracke mit goldenem Halsring (Erbland-Jägermeisteramt in Tirol). Drei gekrönte Helme: 1. und 3. wie beim freiherrlichen Wappen. 2. mit blau-silbernen Decken der wachsende Bracke. Schildhalter zwei schwarze Gämsen.

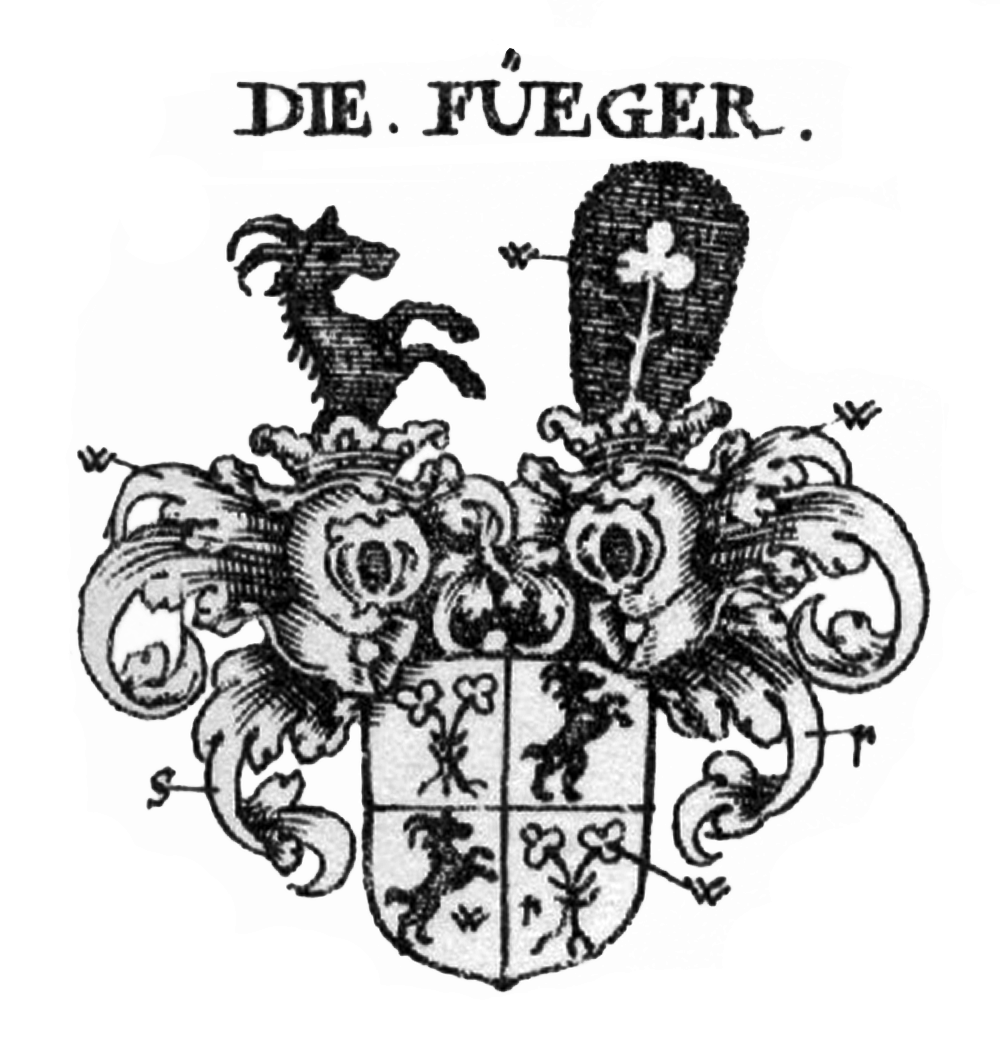
Wappen der Freiherrn von Fieger
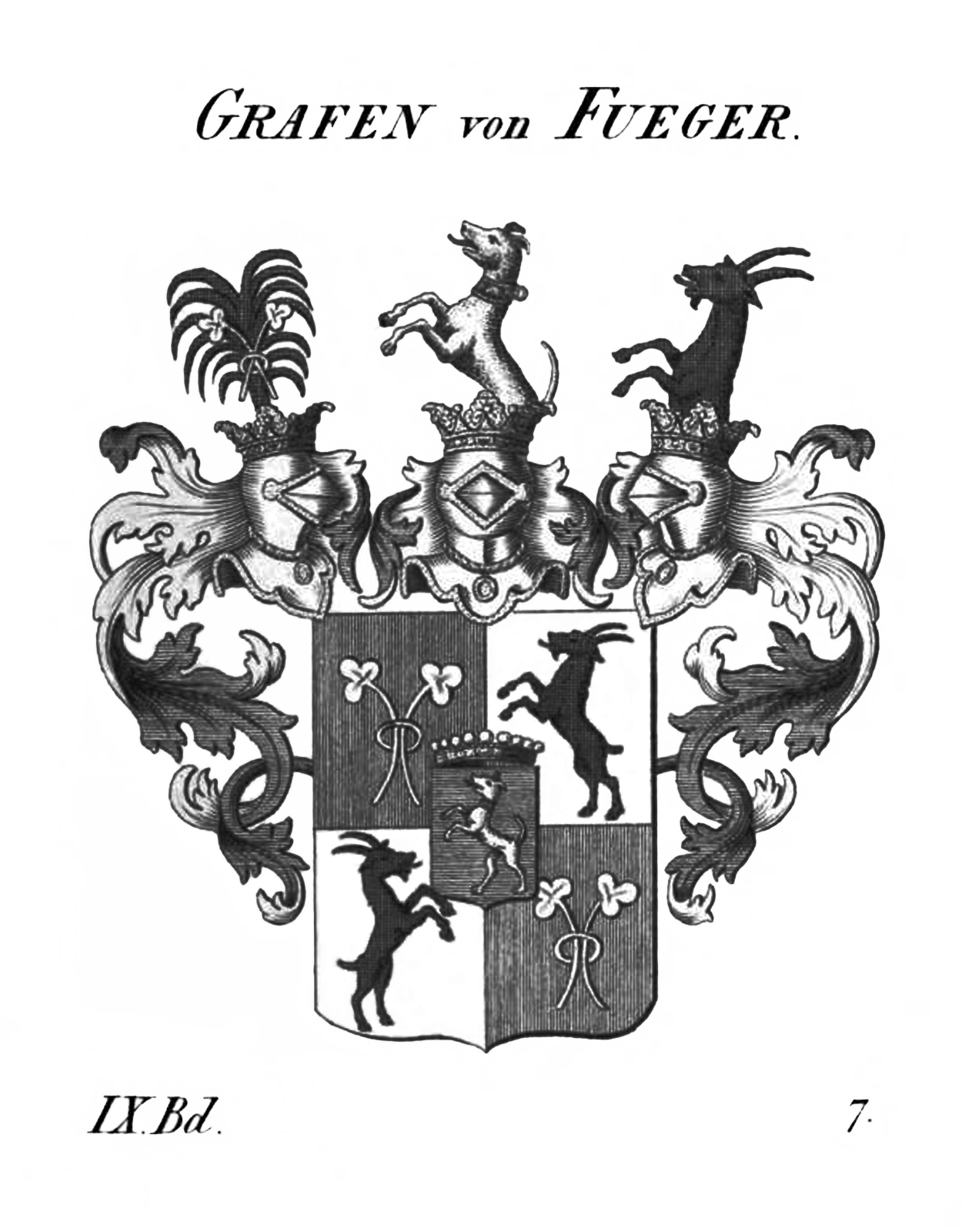
Wappen der Grafen von Fieger (Fueger)
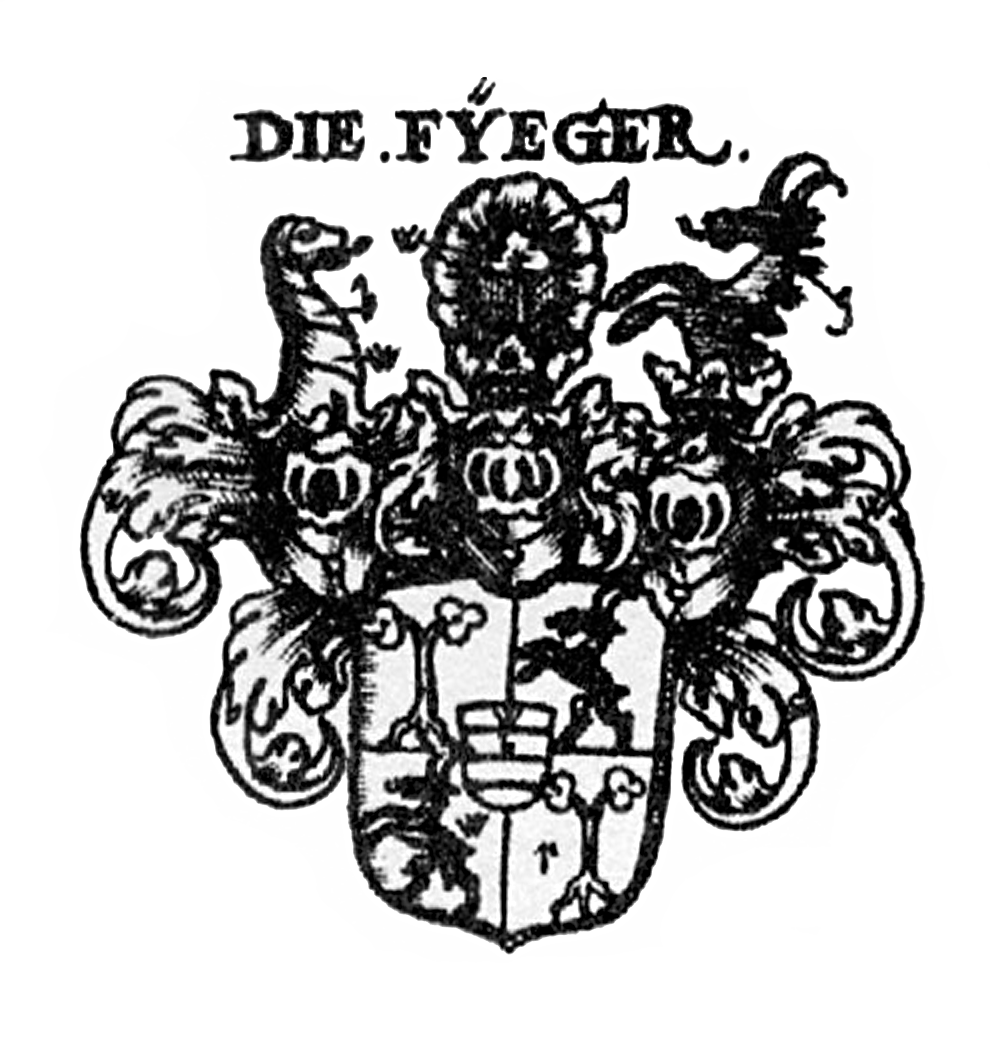
Wappen der Fieger, bayrische Linie (Herzschild weiß-blau)

## Stammliste
NN
1. Heinrich Fieger zu Sparberegg in Hall, ⚭ 1217 Adelheid, Tochter des Leopold Mülßer von Klamm
  1. Hans Fieger zu Hall, 1296, ⚭ Maja von Teis,
    1. Heinrich von Fieger ist 1342-1355 der 11. Salzmaier in Hall ⚭ Elise von Baumkircher
    2. Christian Fieger zu Friedleben, 1336 in Wattens Richter auf Vellenberg, begraben in Kolsaß. 1369 Salzmaier in Hall, verkauft 1350 dem Georg Fieger Eigenleute und Güter, die seine Voreltern über hundert Jahre innehatten.
      1. Georg Fieger ⚭ 1396 Elisabeth, Tochter des Rudolf Grißmann von Fritzens und der Kordula von Niedermontan, bringt ihrem Ehemann den Edelsitz Aichberg zu.
        1. Jakob Fieger, Pfleger zu Friedberg ⚭ 1430 Magdalena von Götzens
          1. Hans Fieger in Hall, 1460 auf dem Grantner Sitz zu Thaur, ⚭ 1459 Barbara, Erbtochter des Peter Kämmerer von Thaur und der Agnes Granter. 1472 Hans Fieger geht von Hall nach Schwaz. Er besitzt einen Ansitz, der heute im Franziskanerkloster eingebaut ist und ein Wohnhaus im heutigen Orglerhaus in der Ludwig-Penz-Straße. Er stellt das Orglerhaus dem großen Arzt Paracelsus eine Zeit lang als Wohnstätte zur Verfügung. Paracelsus verbringt einige Zeit in Schwaz zur Ausbildung, um bei Sigmund Fieger die Kunst des Silberscheidens zu erlernen. Paracelsus, der sich sträubt, in Latein zu unterrichten, wird deswegen von seinen Kollegen als übler vagierender Säufer hingestellt. Und von seinen in deutscher Sprache gehaltenen Schriften wird behauptet, sie seien alle im Rausch geschrieben worden.
            1. Nikolaus Fieger von Hirschberg in Hall, Stammvater der Fieger von Hirschberg. 1490 Teilung in zwei große Linien Friedberg und Hirschberg
              1. Hans Fieger von Friedberg (bei Volders), erloschen am 2. Juli 1802 mit Johann Valerian Graf Fieger von Friedberg.
              2. Nikolaus Fieger von Hirschberg (bei Wenns) erloschen am 4. Nov 1849 mit Franz Anton Graf Fieger von Hirschberg.
              3. Sebastian Fieger von Hirschberg in Hall, mit Hirschberg belehnt, ⚭ Martha Petschmer von Rindheim (wieder vermählt mit Hildeprand von Spaur), Tochter des Balthasar Petschmer von Rindheim und der Anna Fröschl von Marzoll. 1515
                1. Georg Fieger von Hirschberg, kaiserlicher Rat und Kämmerer, 41. Salzmaier zu Hall, * 1496, † 4. November 1568 in Innsbruck, begraben in Hall, ⚭ 1527 Ursula von Neidegg (* 29. Juni 1509, † 23. September 1570), Tochter des Eustach von Neidegg und der Katharina von Firmian.
                  1. Wilhelm Fieger von Hirschberg in Oberösterreich, ⚭ Barbara Kammerer von Hammerschlag und Bergheim.
                    1. (Georg) Carl Fieger von Hirschberg auf Bergheim und Gneisenau, Begründer der oberösterreichischen Linie, Sohn des Georg Fieger. 1. ⚭ Christina Cammerer, Erbtochter zu Bergheim. Carl erhält unter dem 12. Februar 1636 die Aufnahme in den oberösterreichischen Ritterstand und kauft das Gut Gneisenau im Mühlviertel. 2. ⚭ Cäcilia Schmidauer von Oberwallsee.
                      1. Hanns Ferdinand ⚭ 1680 Eva Johanna von Seeau.
                      2. Hanns Carl Fieger von Hirschberg zu Bergheim († 1707), ⚭ 9. Februar  1684 Anna Franziska Schrenk von Notzing,
                        1. Johann Christoph Josef
                        2. Zwillinge Adam und Johannes
                        3. Johann Philibert Fieger von Hirschberg auf Bergheim und Gneisenau, Oberwachtmeister, † 8. Oktober 1736 ⚭ Regina Antonia Freiin von Skrbensky, 1734 durch Kaiser Karl VI. in den Freiherrnstand erhoben. 1735 am 22. August in den oberösterreichischen Herrenstand aufgenommen und 1736 in den Grafenstand erhoben.
                          1. Carl Anton
                          2. Carl Anton Fieger von Hirschberg. 1. ⚭ Johanna Nepomucena Gräfin Des Fours zu Mont und Athienvill. 2. ⚭  Karolina Josefa Gräfin Colonna-Fels.
                            1. Franz de Paula Anton von Hirschberg, ⚭ 1794 Maria Gräfin von Salburg, die Bergheim neuerlich und Langenhalsen im Mühlviertel in die Familie bringt. 1802 Mitglied des alt rudolfinischen Herrenstandes Österreichs ob der Enns. † am 4. Januar 1849 zu Linz als Pächter des dortigen ständigen Theaters, letzter des Oberösterreichischen Zweiges.[13]
                              1. Luise (* 25. Juni 1800) Stiftsdame des adeligen Damenstiftes "Maria Schul (Nadace Maria Školské)" zu Brünn.

                        4. Johann Sigmund
                        5. Johann Ehrenwerth Carl Fieger von Hirschberg auf Bergheim und Gneisenau († 21. Januar 1769). Besitzer von Bergheim, Raitrat, 1. ⚭ 1735 Maria Annan Josepha Rosalia Campmiller von Metzburg, 2. ⚭ 1746 Maria Esther Gräfin von Hohenfeld, 3. ⚭ 1745 Maria Franziska Gräfin von Unverzagt. 1734 durch Kaiser Karl VI. in den Freiherrnstand erhoben. 1735 am 22. August in den oberösterreichischen Herrenstand aufgenommen. 1736 in den Grafenstand erhoben. Keine männlichen Nachkommen.

                      3. Hanns Ludwig  Fieger von Hirschberg zu Gneisenau, ⚭ 20. Februar 1679 Maria Corona Schrenk von Notzing, eine Schwester seiner Schwägerin. Beide Söhne (1) Johann Constantin (2) Johann Anton sterben jung. Gneisenau geht an den Johann Graf Philibert.
                      4. Regina Maximiliana (Tochter des Georg Karl) Fieger von Hirschberg auf Bergheim und Gneisenau ⚭ Johann Karl Reichsfreiherr von Starzhausen.